# Campezo
Campezo (castelhano) / Kanpezu (basco) é um município da Espanha na província de Álava, comunidade autónoma do País Basco, de área 85,02 km² com população de 95 habitantes (2007) e densidade populacional de 13,01 hab./km².
Anteriormente este município se chamava Santa Cruz de Campezo.

## Demografia
| Variação demográfica do município entre 1991 e 2004 | Variação demográfica do município entre 1991 e 2004 | Variação demográfica do município entre 1991 e 2004 | Variação demográfica do município entre 1991 e 2004 |
| --------------------------------------------------- | --------------------------------------------------- | --------------------------------------------------- | --------------------------------------------------- |
| 1991                                                | 1996                                                | 2001                                                | 2004                                                |
| 1143                                                | 1109                                                | 1071                                                | 1085                                                |